# آيت حكيم (آيت حكيم آيت يزيد)
آيت حكيم هي إحدى مشيخات المملكة المغربية، تتبع جغرافيا لإقليم الحوز وإداريًا لآيت حكيم آيت يزيد. يقدر عدد سكانها بـ 4837 نسمة حسب الإحصاء الرسمي للسكان والسكنى لسنة 2004.